# حب ورياضيات
حب ورياضيات "لب الحقيقة الخفية" (بالإنجليزية: Love and Math)‏؛ كتاب سيرة ذاتية علمية من تأليف الرياضياتي إدوارد فرنكل، أصدره في عام 2013، وظهر ضمن قائمة الكتب الأكثر مبيعا في عام 2014 حسب نيويورك تايمز حاز الكتاب على جائزة أويلر للكتاب وتمت ترجمته إلى 17 لغة.

## نبذة
يحكي المؤلف قصته مع الرياضيات وشغفه بها، ومسيرته معها، والعراقيل التي اعترضته، في قالب معلوماتي قصصي شيق موجه إلى القارئ غير الملم بالرياضيات، فيتعرف على تنوع وتوسع الرياضيات، وآثارها المتزايدة على العلوم الأخرى، يرفق المؤلف في كتابه الشروحات والصور والمعادلات التوضيحية.

## مقدمة المؤلف
"هناك عالم سري، كون مواز خفي من الجمال والروعة مجدولة ضفائره مع كوننا بشكل يصعب فك عقدها. إنه عالم الرياضيات الخفي بالنسبة إلى معظمنا، وهذا الكتاب هو دعوة لاكتشاف هذا العالم" بدأ إدوارد فرنكل مقدمته للكتاب بهذه الأسطر.

## الفصول
1. وحش غامض
2. جوهر التناظر
3. المسألة الخامسة
4. كيروسينكا
5. خيوط الحل
6. رياضياتي مبتدئ
7. النظرية الموحدة الشاملة
8. الأعداد السحرية
9. حجر رشيد
10. في دائرة الاهتمام
11. اقتحام القمة
12. شجرة المعرفة
13. نداء هارفارد
14. ربط حزم الحكمة
15. رقصة رشيقة
16. ثنائية الكم
17. الكشف عن صلات خفية
18. بحثا عن صيغة الحب

## الترجمة العربية
صدرت الطبعة الأولى من الترجمة العربية في 2018 عن دار العلم للملايين اللبنانية وبترجمة نزار آل نصر، وعدد صفحات 380 صفحة.